# Mount Lassell
Mount Lassell är ett berg i Antarktis. Det ligger i Västantarktis. Argentina, Chile och Storbritannien gör anspråk på området. Toppen på Mount Lassell är 1 000 meter över havet.
Terrängen runt Mount Lassell är platt åt sydost, men åt nordväst är den kuperad. Trakten är obefolkad. Det finns inga samhällen i närheten.